# بلندتاج‌دندان‌های جنوبی

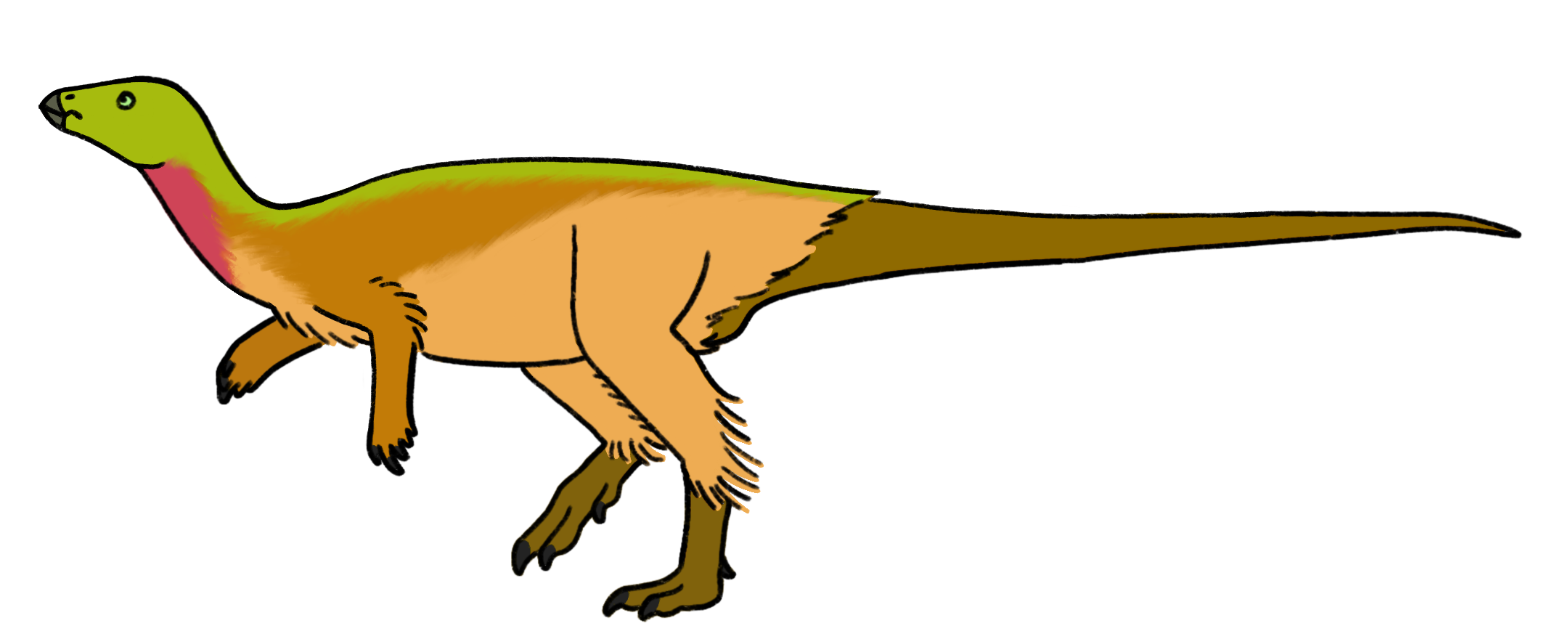
تصویری از بازنمایی بلند‌تاج‌دندان جنوبی

بلندتاج‌دندان‌های جنوبی (انگلیسی: Notohypsilophodon) سرده‌ای از دایناسورهای پرنده‌پای کرتاسه پسین آرژانتین است.